# Canulars téléphoniques du Tube Bar
Les canulars téléphoniques du Tube Bar sont une série de canulars téléphoniques célèbres réalisés et enregistrés au milieu des années 1970, aux États-Unis, par John Elmo et Jim Davidson. Ces gags téléphoniques consistaient à appeler régulièrement un bar, le Tube Bar, situé à Jersey City dans le New Jersey, et à demander au patron de l'établissement à pouvoir parler à quelqu'un. Le ressort comique du gag résidait dans le fait que le nom de la personne demandée était un jeu de mots, ce qui faisait passer le propriétaire de l'établissement pour un idiot devant ses clients. Ces appels, enregistrés, sont sortis sur plusieurs bootlegs distribués sur le territoire américain, et ont inspiré les canulars téléphoniques de Bart et Lisa au patron de bar Moe, dans la série télévisée américaine Les Simpson,.

## Liste des noms utilisés
- Al Brakyonek (I'll break your neck)
- Al Koholic  (Alcoholic)[1]
- Al Depanzyu (I'll de-pants you)
- Al Kaseltzer (Alka-Seltzer)
- Al Knockerup (I'll knock her up)
- Al Kykyoraz (I'll kick your ass)
- Al Killeu (I'll kill you)
- Al Rankin
- Al Rapyou (I'll wrap you)
- Ben Debanana (Bend the banana)
- Ben Dover (Bend over)
- Bill Loni (Bologna)
- Billy McGuire
- Bob Wire (Barbed Wire)
- Butchie Pantsdown (Put your pants down)
- Clint Torres (Clitoris)
- Cole Kutz (Cold cuts)
- Connie Lingus (Cunnilingus)
- Dick Hertz (Dick hurts)
- Dick Yamidda (Dick your mother)
- Frank N. Stein (Frankenstein)
- Hal Jalykakik (How'd ya like a kick?)
- Hank Deshank
- Hugh Douche (You douche!)
- Hugh Duct (You ducked)
- Hugh Jass (Huge ass)
- Hyma Domi (I'm a dummy)
- Izzy Cumming (Is he coming?)
- Jim Nasium (Gymnasium)
- Joe Dildo
- Joe Mama (Your mamma)
- Joe Hardern (Your hardon)
- Lou Kout (Look out!)
- Mark Miewords (Mark my words)
- Marty Cone  (Maricón)
- Mike Ocksmall (My cock's small)
- Mike Ockhurts (My cock hurts)
- Mike Hunt (My cunt)
- Mike Unstinks (My cunt stinks)
- Poncho Mouf (Punch your mouth)
- Pepe Roni (Pepperoni)
- Phil Miaz (Fill my ass)
- Phil Degrave (Fill the grave)
- Phil Lacio (Fellatio)
- Phil Mypockets (Fill my pockets)
- Rufus Leakin (Roof is leaking)
- Sal Lami (Salami)
- Seymour Butts (See more butts)
- Sid Down (Sit down)
- Stan Dup (Stand up)
- Stan DePain (Stand the pain)
- Stu Peit (Stupid)
- Tim Mara (Tomorrow)
- Willie Doit (Will he do it?)
- Willy Etter (Will he eat her?)
- Willie Facker (Will he fuck her?)
- Willie Faggo

## Sources
- (en) Cet article est partiellement ou en totalité issu de l’article de Wikipédia en anglais intitulé « Tube Bar prank calls » (voir la liste des auteurs).